# Nora Gross
Pour les articles homonymes, voir Gross.
Cécile Eléonore Gross-Perret, plus connue sous son nom d'artiste Nora Gross, née le 18 octobre 1871 à Lausanne et morte le 23 janvier 1929 à Lausanne, est une peintre, dessinatrice, céramiste et enseignante de dessin suisse.

## Biographie
Originaire de Coinsins et d'Essertines-sur-Yverdon, Nora Gross accomplit en 1889 une formation d'aquarelliste, de peintre sur porcelaine et de dessinatrice d'ornements à l’école de design de Bâle, formation qu'elle complète en 1890 par un cours destiné aux enseignants de dessin à la haute école de Winterthour et par un cours de céramique donné par Joseph Mittey à l'école des arts industriels de Genève,.
Après avoir créé de nombreuses aquarelles, elle se consacre dès 1903 à la promotion des arts décoratifs et ouvre l'École d'art appliqué de Lausanne (qui deviendra l'École cantonale de dessin et d'art appliqué en 1924), dont elle sera la directrice technique,.
Elle est cofondatrice, en 1902, de la Société romande des femmes peintres et sculpteurs. À son initiative est en outre créée en 1911 la Société d'art domestique, dont le but est d'empêcher la disparition des traditions de l'art populaire suisse et de promouvoir la production d'objets issus du travail à domicile. Elle épouse en 1913 Paul Perret, critique d'art et futur syndic de Lausanne. Nora Gross organise, à Lausanne, en 1922, la première Exposition nationale d'art appliqué. Elle est également membre entre 1922 et 1924 de la Commission fédérale des arts appliqués.
Tout au long de sa vie, Nora Gross met sa production artistique personnelle au second plan pour privilégier les aspects pédagogiques de son travail. Son programme pédagogique, qui défend l'ornement et son rapport à la forme, est influencé par des courants patriotiques et cherche à encourager les marchés indigène et populaire et à promouvoir la tradition nationale des arts appliqués. Elle met en avant, dans son œuvre artistique et pédagogique, l'aquarelle, la céramique et l'impression textile. L'aquarelle (et dans une moindre mesure la gouache) reste son moyen d'expression privilégié et ses aquarelles de fleurs rencontrent un certain succès. Sa céramique est coloriste et ornementale. Pour l'impression sur tissu, elle privilégie une ancienne technique manuelle. Son école, ainsi que L’Œuvre, restent fidèles aux principes du mouvement Arts & Crafts et s'opposent ainsi au modernisme qui prône la standardisation et vise une esthétique de masse.

## Œuvres
Le musée Ariana de Genève, le Musée cantonal des beaux-arts de Lausanne, le musée de design et d'arts appliqués contemporains de Lausanne et le Zentrum Architektur de Zurich possèdent certaines de ses œuvres.

## Hommage
En 2023, une place de la ville de Lausanne est rebaptisée « placette Nora-Gross » en son honneur.